# Xanthisma
Xanthisma là một chi thực vật có hoa trong họ Cúc (Asteraceae).

## Loài
Chi Xanthisma gồm các loài: